# 山崎直子
山崎直子（1970年12月27日—）是日本继向井千秋之后的第二位女性航天員，出生在千葉縣松戶市。山崎直子目前擔任宇宙政策委員会委員（2012年7月 - ）、女子美術大學客員教授（2014年4月 - ）。

## 生平
出生于松戶市，童年时代在札幌市度过了2年时光。受天文館及旅行者太空探測器傳來的照片、以及動畫作品宇宙戰艦大和號的影響而立下了前往宇宙的志向。1989年3月毕业于御茶水女子大学附属高中，1993年3月毕业于東京大学工学院航空专业，1996年获得东京大学航空航天工程硕士学位。
1999年2月被JAXA确定为宇航员候选人，1999年4月开始参加国际空间站宇航员基础训练，2001年9月成为正式宇航员，11月获得松戶市民荣誉奖。
2000年12月与自称为「世界第一位民間商業宇航員」的山崎大地结婚。2006年2月取得了搭乘運用技術者的資格。2007年受邀为日本电视动画节目《火箭女孩》中的宇航员配音。
2010年4月5日至4月20日搭乘發現號太空梭前往國際空間站，參加設備組裝的任務。
2011年宣布退役，开始从事宇宙科普教育活动，2018年5月19日参加了上海科技馆科技节特别活动。

## 著作
- . サンマーク出版. 2010年. ISBN 978-4-7631-9992-8.
- . 角川書店. 2010年. ISBN 978-4-0463-1114-6.
- . 角川書店. 2010年. ISBN 978-4-0488-5067-4.
- . 中央公論新社. 2015年. ISBN 978-4-1220-6139-2.